# العلاقات الكوبية الليبية
العلاقات الكوبية الليبية هي العلاقات الثنائية التي تجمع بين كوبا وليبيا.

## مقارنة بين البلدين
هذه مقارنة عامة ومرجعية للدولتين:
| وجه المقارنة                                              | كوبا                              | ليبيا                                       |
| --------------------------------------------------------- | --------------------------------- | ------------------------------------------- |
| المساحة (كم2)                                             | 109.88 ألف                        | 1.76 مليون                                  |
| عدد السكان (نسمة)                                         | 11.48 مليون                       | 6.37 مليون                                  |
| الكثافة السكانية (ن./كم²)                                 | 104.48                            | 3.62                                        |
| العاصمة                                                   | هافانا                            | طرابلس                                      |
| اللغة الرسمية                                             | اللغة الإسبانية                   | اللغة العربية، اللغة العربية الفصحى الحديثة |
| العملة                                                    | بيزو كوبي، بيزو كوبي قابل للتحويل | دينار ليبي                                  |
| الناتج المحلي الإجمالي (بليون دولار)                      | 87.13 مليار                       | 50.98 مليار                                 |
| الناتج المحلي الإجمالي (تعادل القوة الشرائية) بليون دولار |                                   | 69.32 مليار                                 |
| الناتج المحلي الإجمالي الاسمي للفرد دولار أمريكي          |                                   |                                             |
| الناتج المحلي الإجمالي للفرد دولار أمريكي                 |                                   | 15.60 ألف                                   |
| مؤشر التنمية البشرية                                      | 0.769                             | 0.724                                       |
| رمز المكالمات الدولي                                      | +53                               | +218                                        |
| رمز الإنترنت                                              | .cu                               | .ly                                         |
| المنطقة الزمنية                                           | 00                                | ت ع م+02:00، توقيت شرق أوروبا               |

## منظمات دولية مشتركة
يشترك البلدان في عضوية مجموعة من المنظمات الدولية، منها:
| علم المنظمة | اسم المنظمة                   | تاريخ انضمام كوبا | تاريخ انضمام ليبيا |
| ----------- | ----------------------------- | ----------------- | ------------------ |
|             | الأمم المتحدة                 | 24 أكتوبر 1945    | 14 ديسمبر 1955     |
|             | الاتحاد الدولي للاتصالات      | 16 يناير 1918     | 3 فبراير 1953      |
|             | الاتحاد البريدي العالمي       | ?                 | ?                  |
|             | منظمة الشرطة الجنائية الدولية | ?                 | ?                  |
|             | منظمة حظر الأسلحة الكيميائية  | ?                 | ?                  |
|             | يونسكو                        | 29 أغسطس 1947     | 27 يونيو 1953      |

## وصلات خارجية
- موقع وزارة الخارجية الكوبية
- موقع وزارة الخارجية الليبية